# 拉富瓦蒙若
拉富瓦蒙若（法語：La Foye-Monjault，法語發音：[la fwa mɔ̃ʒo]）是法国德塞夫勒省的一个市镇，属于尼奥尔区。

## 地理
拉富瓦蒙若（46°11'10"N, 0°32'17"W）面积19.06 平方千米，位于法国新阿基坦大区德塞夫勒省，该省份为法国西部内陆省份，北起曼恩-卢瓦尔省，西接旺代省，南至夏朗德省和滨海夏朗德省，东临维埃纳省。
与拉富瓦蒙若接壤的市镇（或旧市镇、城区）包括：博瓦尔叙尼奥尔、拉罗谢纳尔、瓦勒迪米尼翁、普莱讷达尔让松。

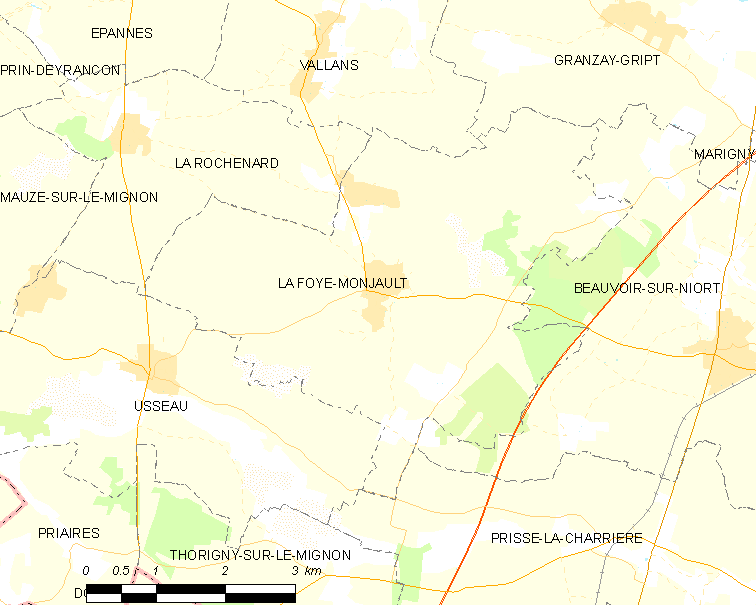
拉富瓦蒙若的OSM定位图

拉富瓦蒙若的时区为UTC+01:00、UTC+02:00（夏令时）。

## 行政
拉富瓦蒙若的邮政编码为79360，INSEE市镇编码为79127。

## 政治
拉富瓦蒙若所属的省级选区为米尼翁-布托讷县。

## 人口

1962-2008年间拉富瓦蒙若人口变化图示

拉富瓦蒙若于2022年1月1日时的人口数量为839人。